# Auguste-Savinien Leblond
Pour les articles homonymes, voir Auguste Leblond et Leblond.
Auguste-Savinien Leblond d'Olblen, mathématicien français, né le 19 octobre 1760 à Paris, où il est mort le 22 février 1811. On a retenu de lui l'« invention », en 1790, d'une mesure de longueur fixe et universelle, qu'il baptisée le « mètre ».

## Biographie
Augustin Savinien Leblond est issu d'une famille de mathématiciens (la profession de son père et surtout de son grand-oncle Guillaume Le Blond). Il mène une carrière de professeur de mathématiques (en 1783, il est maître de mathématiques des Enfants de France) et publie en même temps des travaux personnels qui lui vaudront l'estime de ses pairs. On a retenu de lui l'invention d'une mesure de longueur fixe et universelle, qu'il baptisa le "mètre" (1790) et dont il démontra qu'elle devait se déduire de celle de la terre. Borda adoptera ce nom deux ans après. Il est aussi le concepteur d'un des dispositifs mécaniques créés à cette époque pour faciliter les conversions des mesures anciennes en mesures métriques, les cadrans logarithmiques, rapidement délaissés au profit de la règle à calcul anglaise.
Membre du Lycée des Arts, employé dans le cabinet des estampes de la Bibliothèque royale, il s'intéressait en particulier à ce que l'on appelait "l'éducation par les yeux", l'emploi de visuels dans les méthodes pédagogiques. De là sa collaboration, avec son ami le botaniste Antoine Nicolas Duchesne, pionnier de l'instruction amusante, à l'ancêtre des périodiques illustrés, un ouvrage de vulgarisation intitulé le Portefeuille des enfants (1783-1791), sous la direction de Cochin.

## Distinctions
Membre de la Société des observateurs de l'homme